# Stephanskirche
Stephanskirche oder Kirche St. Stefan, Heiliger-Stephanus-Kirche, speziell auch Stephanus-Märtyrer-Kirche u. ä. ist ein Name diverser Kirchen, Kapellen, und Klosterkirchen, die unter das Patrozinium des heiligen Diakons der Jerusalemer Urgemeinde Stephanus (um 1–36/40) gestellt bzw. nach ihm benannt sind.
Gedenktag ist der Stephanitag (26. Dezember kath., prot., 9. Januar orth., 27. Dezember serb.-orth.). Spezielle Patrozinien sind:
- Auffindung der Gebeine (3. August, kath. Gedenktag)
- Überführung der Gebeine (Translatio Stephani, 7. Mai, kath. Gedenktag)

Hauptkirchen sind die Stephanskirche in Jerusalem (Auffindung der Reliquien 415) und Santo Stefano Rotondo in Rom (kath. Titelkirche)
- ♁  … Titelkirche, Kathedralkirchen (Bischofskirchen), Basiliken, Sanktuarien u. ä.

In anderen Sprachen:
lateinisch Sancti Stephanus;
englisch Saint Stephen;
französisch Saint-Étienne [martyr];
italienisch Santo Stefano;
litauisch Šv. [diakono] Stepono;
niederländisch Sint-Steven;
polnisch Śwętego Stefana;
portugiesisch São/Santo Estêvão [mártir];
spanisch San Esteban [mártir];
ungarisch Szent István [vértanú]

## Liste

### Albanien
- Kirchenmoschee St. Stephan in Rozafa
- ♁  Stephanskathedrale in Shkodra

### Belgien
- St. Stephan in Bertrix
- St. Stephanus, Burg-Reuland

### Bosnien und Herzegowina
- Kirche der Überführung der Reliquien des Hl. Stefan, Vranjak

### Deutschland

#### Baden-Württemberg
- Aalen (Stadtteil Wasseralfingen): St. Stephanus
- Abstatt: Stephanuskirche
- Achstetten (Ortsteil Stetten): St. Stephanus
- Alfdorf: Stephanuskirche
- Altenbaindt: St. Stephan
- Ammerbuch (Ortsteil Poltringen): St. Stephanus
- Backnang-Steinbach: Stephanuskirche.
- Bempflingen: Stephanuskirche
- Breisach: Stephansmünster
- Bretzfeld: St. Stephanus
- Buchheim: St. Stephan
- Dornberg: St. Stephan
- Eutingen im Gäu: St. Stephanus
- Gäufelden (Ortsteil Nebringen): St. Stephan
- Hausen ob Verena: Stephanuskirche
- Herrenberg (Stadtteil Kuppingen): Stephanuskirche
- Karlsruhe: St. Stephan
- Kieselbronn: Stephanuskirche
- Kirchberg an der Jagst (Stadtteil Lendsiedel): Stephanuskirche
- Königbach-Stein, Ortsteil Stein: Stephanuskirche
- Konstanz: St. Stephan
- Mähringen (Kusterdingen): Evangelische Stephanskirche
- Mannheim (Stadtteil Schönau): Stephanuskirche
- Melchingen: St. Stephan
- Mulfingen (Ortsteil Hollenbach): Stephanuskirche
- Neulingen (Ortsteil Nußbaum): St. Stephan
- Oberachern (Stadt Achern, Baden, Ortenaukreis): St. Stefan
- Pfronstetten (Ortsteil Tigerfeld): St. Stephan
- Stuttgart (Stadtteil Giebel): Stephanuskirche
- Walheim: Stephanuskirche
- Weilheim (Ortsteil Nöggenschwiel): St. Stephanus

#### Bayern

##### A – K
- Adlkofen (Gemeindeteil Läuterkofen): St. Stephan
- Aholming: St. Stephan
- Aichach (Stadtteil Gallenbach): St. Stephan
- Aising, Stadt Rosenheim: St. Stephan
- Ampfing (Gemeindeteil Stefanskirchen): St. Stephan
- Andechs (Gemeindeteil Machtlfing): St. Stephan
- Apfeltrach (Gemeindeteil Köngetried): St. Stephanus
- Aufhausen (Gemeinde Weichs): St. Stephan
- Augsburg: St. Stephan
- Augsburg-Universitätsviertel: Stephanuskirche
- Bad Füssing (Gemeindeteil Aigen am Inn): St. Stephan
- Bad Wörishofen (Gemeindeteil Kirchdorf): St. Stephan
- Bamberg: Stephanskirche
- Barbing (Gemeindeteil Auburg): St. Stephanus
- Bessenbach (Gemeindeteil Oberbessenbach): St. Stephanus
- Biessenhofen (Gemeindeteil Kreen): St. Stephanus
- Birnbaum (Gemeindeteil Steinwiesen): St. Stephan
- Bonstetten: St. Stephan
- Bruckberg (Gemeindeteil Attenhausen): St. Stephan
- Brunn (Gemeindeteil Heiligenstadt): St. Stephanus
- Buch (Gemeindeteil Rennertshofen): St. Stephan
- Burggen: St. Stephan
- Buttenwiesen (Gemeindeteil Hinterried): St. Stephan
- Collenberg (Gemeindeteil Fechenbach): St.-Stephanus-Kirche
- Denklingen: St. Stephan
- Dinkelscherben (Gemeindeteil Häder): St. Stephan
- Ebermannstadt (Gemeindeteil Moggast): St. Stephan
- Edelsfeld
  - St. Stephan, evangelisch-lutherisch
  - St. Stephanus, römisch-katholisch
- Egenburg (Gemeinde Pfaffenhofen an der Glonn): St. Stephan
- Eggenfelden: St. Nikolaus und Stephanus
- Egglham: St. Stephan
- Ehingen am Ries: St. Stephanus und Ulrich
- Eppishausen (Gemeindeteil Haselbach): St. Stephan
- Ergersheim: St. Stephanus
- Ergoldsbach (Gemeindeteil Paindlkofen): St. Stephan
- Erkheim (Gemeindeteil Schlegelsberg): St. Stephan
- Fahrenzhausen (Gemeindeteil Lauterbach): St. Stephan
- Fuchstal (Gemeindeteil Welden): St. Stephan
- Füssen: St. Stephan
- Garching an der Alz (Gemeindeteil Mauerberg): St. Stephanus
- Gräfelfing: St. Stephan
- Haag an der Amper (Gemeindeteil Untermarchenbach): St. Stephanus
- Haarbach (Gemeindeteil Bergham): St. Stephanus
- Hagelstadt (Gemeindeteil Gailsbach): St. Stephan
- Haimhausen (Gemeindeteil Ottershausen): St. Jakob und Stephan
- Haiming: St. Stephanus
- Happurg (Gemeindeteil Kainsbach): St. Stephanus
- Hawangen: St. Stephan
- Hilgertshausen-Tandern (Gemeindeteil Hilgertshausen): St. Stephan
- Hohenbrunn: St. Stephanus
- Hohenkammer (Gemeindeteil Eglhausen): St. Stephanus
- Hohenthann (Gemeindeteil Weihenstephan): St. Stephanus
- Ichenhausen (Gemeindeteil Autenried): St. Stephan
- Immenstadt im Allgäu: St. Stephan
  - Gemeindeteil Bühl am Alpsee: St. Stephan
- Irsee: St. Stephan
- Kallmünz (Gemeindeteil Dinau): St. Stephan
- Kammeltal (Gemeindeteil Behlingen): St. Stephan
- Kaufbeuren (Gemeindeteil Kleinkemnat): St. Stephan
- Kempten (Allgäu): Keckkapelle (St. Stephan im Keck)
- Kissing: St. Stephan
- Kolitzheim: St. Stephan
- Kühbach (Gemeindeteil Paar): St. Laurentius und Stephanus

##### L – Z
- Lamerdingen (Gemeindeteil Großkitzighofen): St. Stephan
- Langenbach (Gemeindeteil Großenviecht): St. Stephanus
- Langenpreising (Gemeindeteil Zustorf): St. Stephan
- Laudenbach: St. Stephanus
- Lengdorf (Gemeindeteil Obergeislbach): St. Stephanus
- Marktsteft: St. Stephan
- Meitingen (Gemeindeteil Langenreichen): Friedhofskapelle St. Stephan
- Mengkofen (Gemeindeteil Dengkofen): St. Stephanus
- Mickhausen (Gemeindeteil Grimoldsried): St. Stephan
- Mindelheim: St. Stephan
- Mintraching (Gemeindeteil Tiefbrunn): St. Stephan
- Mittelstetten (Gemeindeteil Tegernbach): St. Stephan und Magdalena
- München:
  - Isarvorstadt: St. Stephan
  - Nymphenburg: Stephanuskirche
- Neuendettelsau (Gemeindeteil Wollersdorf): St. Stefan (abgegangen)
- Neufahrn bei Freising
  - Gemeindeteil Fürholzen: St. Stephanus
  - Gemeindeteil Giggenhausen: St. Stephanus
- Neusäß (Gemeindeteil Hainhofen): St. Stephanus
- Nürnberg (Stadtteil Gebersdorf): St. Stephanus
- Oberdolling (Gemeindeteil Unterdolling): St. Stephanus
- Obergriesbach: St. Stephan
- Oberhaching: St. Stephan
- Oberroth: St. Stephan
- Obertaufkirchen (Gemeindeteil Pfaffenkirchen): St. Stephan
- Olching (Gemeindeteil Esting): St. Stephanus
- Ostermünchen: St. Stephan und St. Laurentius
- Osterzell: St. Stephan und Oswald
- Ottenhofen (Gemeindeteil Unterschwillach): St. Stephanus
- Ottobeuren (Gemeindeteil Stephansried): St. Stephan
- ♁  Passau: Dom St. Stephan
- Paunzhausen: St. Stephanus
- Pfaffenhausen: St. Stephan
- Pfaffenhofen an der Ilm (Gemeindeteil Haimpertshofen): St. Stephan
- Pfeffenhausen (Gemeindeteil Oberhornbach): St. Stephan
- Pilsach (Gemeindeteil Dietkirchen): St. Stephan
- Pliening (Gemeindeteil Landsham): St. Stephan
- Putzbrunn: alte Pfarrkirche St. Stephan
- Raisting (Gemeindeteil Stillern): St. Stephanus
- Rappoltskirchen (Gemeinde Fraunberg): St. Stephanus
- Reichertshausen: St. Stephan
- Rettenberg: St. Stephan
- Riegsee: St. Stephan
- Riekofen (Gemeindeteil Oberehring): St. Stephanus
- Rohr (Gemeinde Rohrbach): St. Stephanus
- Rohr in Niederbayern (Gemeindeteil Laaber): St. Stephan
- Rottenburg an der Laaber (Gemeindeteil Unterbuch): St. Stephan
- Rudelzhausen (Gemeindeteil Enzelhausen): St. Stephanus
- Schierling (Gemeindeteil Zaitzkofen): St. Stephan
- Schönberg (Oberbayern) (Gemeindeteil Unterweinbach): St. Stephan
- Schwabmünchen: Kloster St. Stephan
- Schwabsoien: St. Stephan
- Sielstetten: St. Stephan
- Söcking (Stadt Starnberg): St. Stephan (Söcking)
- Spalt (Gemeindeteil Wasserzell): St. Stephanus
- Staubing: St. Stephan
- Steindorf: St. Stephan
- Steinkirchen (Gemeindeteil Ebering): St. Laurentius und Stephanus
- Stephanskirchen, Landkreis Rosenheim: St. Stephanus
- Stiefenhofen (Gemeindeteil Genhofen): St. Stephan
- Straubing (Gemeindeteil Alburg): St. Stephan
- Stulln: St. Stephanus
- Sulzbach im Inn: St. Stephan
- Surheim (Gde. Saaldorf-Surheim): St. Stephan (Surheim)
- Taufkirchen (Vils) (Gemeindeteil Moosen (Vils)): St. Stephanus
- Triftern: St. Stephanus
- Untermeitingen: St. Stephan
- Unterostendorf: St. Stephan
- Velburg (Gemeindeteil Hollerstetten): St. Stephan
- Vilsbiburg (Gemeindeteil Kirchstetten): St. Stephan
- Volkach (Gemeindeteil Eichfeld): St. Stephanus
- Volkratshofen: St. Stephan
- Waging am See (Gemeindeteil Otting): St. Stephan
- Waldmünchen: St. Stephan
- Wechingen (Gemeindeteil Fessenheim): St. Stephan
- Weihenzell (Gemeindeteil Forst): St. Stephanus
- Weitnau (Gemeindeteil Hellengerst): St. Stephan
- Wiesenbach (Gemeindeteil Unterwiesenbach): St. Stephanus, Laurentius und Vitus
- Wolnzach (Gemeinde Burgstall): St. Stephan
- Würzburg: St. Stephan
- Zolling (Gemeindeteil Hartshausen): St. Stephanus
- Zusamaltheim (Gemeindeteil Sontheim): St. Stefan
- Zusmarshausen (Gemeindeteil Wollbach): St. Stephan

#### Berlin
- Gesundbrunnen: Stephanuskirche
- Haselhorst: St. Stephanus
- Zehlendorf: Stephanus-Kirche

#### Bremen
- Bremen: St. Stephani

#### Hamburg
- Eimsbüttel: St. Stephanus
- Wandsbek: St. Stephan

#### Hessen
- Bad Karlshafen: Stephanuskirche (Bad Karlshafen)
- Bickenbach (Bergstraße): Stephanskirche
- Dreieich (Stadtteil Sprendlingen): St. Stephan
- Gießen (Stadtteil Weststadt): Stephanuskirche
- Frankfurt am Main (Stadtteil Unterliederbach): Stephanuskirche
- Kelkheim (Taunus) (Stadtteil Hornau): Stephanuskirche
- Meinhard (Ortsteil Schwebda): Stephanuskirche
- Merenberg (Ortsteil Allendorf): Stephanskirche
- Stadtallendorf (Ortsteil Schweinsberg): Stephanskirche
- Wetzlar: Stephanuskapelle im Dom
- Wöllstadt (Ortsteil Ober-Wöllstadt): Pfarrkirche St. Stephanus

#### Mecklenburg-Vorpommern
- Swantow: St.-Stephanus-Kirche

#### Niedersachsen
- Atzum: St. Stephani
- Bahrdorf: St. Stephan
- Gevensleben (Ortsteil Watenstedt): St. Stephan
- Goslar: St.-Stephani-Kirche
- Göttingen (Stadtteil Geismar): Stephanuskirche
- Helmstedt: St.-Stephani-Kirche
- Kissenbrück: St. Stephanus
- Liebenburg (Ortsteil Ostharingen): St. Stephanus
- Lüneburg: Ökumenisches Zentrum St. Stephanus
- Meine: St. Stephani
- Munster (Örtze): Militärkirche St. Stephanus
- Oldenburg (Stadtteil Bloherfelde): St. Stephanus
- Räbke: St.-Stephani-Kirche
- Sassenburg (Ortsteil Grußendorf): Stephanuskapelle
- Schellerten (Ortsteil Dinklar): St. Stephanus
- Schortens: St.-Stephanus-Kirche
- Schöppenstedt: St. Stephanus
- Seershausen: Stephanuskirche
- Wilhelmshaven (Stadtteil Fedderwarden): St. Stephanus
- Wittingen: St.-Stephanus-Kirche
- Wolfsburg (Stadtteil Detmerode): Stephanuskirche

#### Nordrhein-Westfalen
- Bad Münstereifel (Stadtteil Effelsberg): St. Stephan
- Beckum: St. Stephanus
- Bielefeld (Stadtteil Gadderbaum): Stephanuskirche
- Düsseldorf (Stadtteil Wersten): Stephanuskirche
- Erkelenz (Ortsteil Golkrath): St. Stephanus
- Essen:
  - Holsterhausen: St. Stephanus, abgerissen
  - Stoppenberg: Kirche Hl. Erstmärtyrer und Erzdiakon Stefan
  - Überruhr: Stephanuskirche
- Euskirchen:
  - Flamersheim: St. Stephanus
  - Roitzheim: St. Stephanus
- Gelsenkirchen (Stadtteil Buer): St. Stephanus
- Goch (Ortsteil Kessel): St. Stephanus
- Grevenbroich (Ortsteil Elsen): St. Stephanus
- Gütersloh: St.-Stephanus-Kirche (syrisch-orthodox)
- Hamm: 
  - Bockum-Hövel: St. Stephanus
  - Heessen: St. Stephanus
- Hemer: Stephanuskirche
- Hoeningen: St. Stephanus
- Holzwickede (Ortsteil Opherdicke): St. Stephanus
- Jülich (Ortsteil Selgersdorf): St. Stephanus
- Kall (Ortsteil Sistig): St. Stephanus (Sistig)
- Köln:
  - Lindenthal: St. Stephan
  - Riehl: Stephanuskirche
  - Weiden: St. Stephanus
- Krefeld: St. Stephan
- Leverkusen:
  - Bürrig: St. Stephanus
  - Hitdorf: St. Stephanus
- Lippetal (Ortsteil Oestinghausen): St. Stephanus
- Mechernich (Ortsteil Lessenich): St. Stephanus
- Meckenheim: Stephanuskapelle
- Meerbusch (Ortsteil Lank-Latum): St. Stephanus
- Münster (Stadtteil Aaseestadt): St. Stephanus
- Neuss (Stadtteil Grefrath): St. Stephanus
- Paderborn: St. Stephanus
- Rösrath: Stephanuskapelle
- Selm (Ortsteil Bork): St. Stephanus
- Vlotho: St.-Stephans-Kirche

#### Rheinland-Pfalz
- Albisheim an der Eis: Protestantische Kirche
- Bickenbach/Hunsrück: Pfarrkirche St. Stephanus
- Gerolstein-Michelbach: St. Stephan
- Gönnersdorf: St. Stephanus
- Grünstadt (Ortsteil Asselheim): St.-Stephans-Kapelle (abgegangen)
- St. Stephanus (Leiwen)
- Mainz:
  - Altstadt: St. Stephan
  - Gonsenheim: St. Stephan
  - Marienborn: St. Stephan
- Müden (Mosel): St. Stephanus
- Münstermaifeld: auf der Burg Bischofstein Burgkapelle St. Stephanus
- Oberlascheid: St. Stefan
- Simmern/Hunsrück: Stephanskirche (Simmern)
- Speyer: Domkirche St. Maria und St. Stephan
- Zeltingen: St. Stephanus

#### Saarland
- Böckweiler: Stephanuskirche
- Illingen: St. Stephan
- Oberthal (Saar): St. Stephanus
- Schmelz: St. Stephanus

#### Sachsen
- Dresden (Stadtteil Kleinzschachwitz): Stephanuskirche
- Leipzig-Mockau: Stephanuskirche
- Plauen (Stadtteil Oberlosa): Stephanuskirche
- Borna (Ortsteil Wyhra): St. Stephanus (Wyhra)

#### Sachsen-Anhalt
- Aschersleben: St.-Stephani-Kirche
  - Ortsteil Freckleben: Kirche St. Stephanus
  - Ortsteil Mehringen: St.-Stephani-Kirche
- Ausleben (Ortsteil Ottleben): Kirche St. Stephani
- Bernburg (Stadtteil Waldau): Kirche St. Stephan
- Bördeland (Ortsteil Zens): Kirche St. Stephan
- Calbe: St.-Stephani-Kirche
- Dardesheim: St.-Stephanus-Kirche
- Gommern (Ortsteil Vehlitz): St. Stephanus
- Lutherstadt Eisleben (Ortsteil Kleinosterhausen): St. Stephanus
- Halberstadt: Dom St. Stephanus und St. Sixtus
- Halle (Saale):
  - St. Stephanus
  - Kanena: St. Stephanus
- Helbra: St. Stephanus
- Hohe Börde (Ortsteil Schnarsleben): St. Stephanus
- Hötensleben (Ortsteil Ohrsleben): St. Stephanus
- Mansfeld (Ortsteil Abberode): St. Stephani
- Magdeburg:
  - Ottersleben: St.-Stephani-Kirche
  - Westerhüsen: St.-Stephanus-Kirche
  - Stephanskapelle (Magdeburg)
- Nordharz (Ortsteil Heudeber): St.-Stephani-Kirche
- Oschersleben (Bode):
  - Hadmersleben: St.-Stephani-Kirche
  - Schermcke: St. Stephanus
- Osterwieck: St. Stephani
- Quedlinburg (Ortsteil Gernrode): St.-Stephanus-Kirche
- Röblingen am See: St. Stephanus (Oberröblingen)
- Salzatal (Ortsteil Fienstedt): St. Stephanus
- Sülzetal (Ortsteil Bahrendorf): St. Stephanus
- Tangerhütte (Ortsteil Groß Schwarzlosen): Dorfkirche Groß Schwarzlosen
- Tangermünde: St. Stephan
- Wanzleben: St.-Stephanus-Kirche
- Zeitz: ehemaliges Kloster St. Stephan, heute evangel. Pfarrkirche St. Stephan
- Zilly: Stephanuskirche

#### Schleswig-Holstein
- Westerhever: St. Stephanus

#### Thüringen
- Bad Langensalza: St. Stephan
- Berlingerode: St. Stephanus
- Buttelstedt: St. Nikolaus und Stephanus
- Döringsdorf: St. Stephanus
- Eckstedt: St. Stephanus
- Gernrode: St. Stephan
- Großwenden: St. Stephanus
- Heygendorf: St. Stephan
- Obermaßfeld-Grimmenthal: St. Stephan
- Sonneberg: St. Stefan
- Strößwitz: St. Stephanus und St. Nikolaus
- Weimar (Stadtteil Schöndorf): St. Stephanus

### Frankreich
- ♁  St-Étienne d’Agde – ehemalige Kathedrale
- St-Étienne (Ars-en-Ré)
- St-Étienne et de l’Assomption de Bédarrides mit Mariä Empfängnis
- ♁  St-Étienne d’Auxerre – Kathedrale
- St-Étienne (Bagnères-de-Luchon)
- St-Étienne (Bar-le-Duc)
- St-Étienne (Bargemon)
- St-Étienne (Beauvais), Pfarrkirche
- ♁  St-Étienne de Bourges – Kathedrale
- St-Étienne (Boussières)
- Saint-Étienne in Brie-Comte-Robert, Département Seine-et-Marne
- ♁  Saint-Etienne de Saint-Brieuc – Kathedrale
- St-Étienne de Cadenet
- ♁  St-Étienne de Cahors – Kathedrale
- St-Étienne de Caen, ehemalige Abteikirche der Abbaye aux Hommes
- ♁  St-Étienne de Châlons-en-Champagne – Kathedrale
- St-Étienne de Chambon-sur-Lac
- St-Étienne (Cournanel)
- St-Étienne (Eymoutiers)
- St-Étienne de Fécamp
- St-Étienne (Hombourg-Haut)
- St-Étienne (Lille)
- ♁  St-Étienne de Limoges – Kathedrale
- St-Étienne (Livry-sur-Seine)
- ♁  St-Étienne de Lyon – Kathedrale
- ♁  St-Étienne de Meaux – Kathedrale
- ♁  St-Étienne de Metz – Kathedrale
- Abteikirche Marmoutier – früher St. Stephan, heute St. Martin
- Église protestante St-Étienne (Mittelbergheim)
- Temple Saint-Étienne in Mülhausen (protestantisch)
- St-Étienne (Mulhouse) (katholisch)
- St-Étienne (Nevers)
- St-Étienne-du-Mont in Paris
- St-Étienne (Puxe)
- St-Estève (Rians)
- St-Étienne (Roquetaillade)
- St-Étienne (Rosheim)
- St-Étienne de Saint-Étienne-de-Tinée
- ♁  St-Étienne de Sens – Kathedrale
- St-Étienne de Sérignan-du-Comtat
- St-Étienne de Strasbourg (Straßburg)
- St-Étienne de Toul – ehemalige Kathedrale ♁  von Toul
- St-Étienne (Trèbes)
- St-Étienne (Vaux-sur-Mer)
- St-Étienne de Vignory

### Griechenland
- Agios Stefanos (Kefalos)

### Iran
- St.-Stephanus-Kirche (Urmia)

### Italien
- ♁  Basilika Santo Stefano in Bologna
- Santo Stefano al Ponte in Florenz
- Santo Stefano (Genua)
- ♁  Santo Stefano (Lavagna)
- St. Stephan (Morter), Kapelle
- Oratorio di Santo Stefano protomartire in Palermo
- ♁  Cattedrale di Santo Stefano e Santa Maria Assunta in Pavia
- ♁  Dom von Prato
- ♁  Basilica di Santo Stefano Rotondo al Celio, Rom-Monti (Titelkirche)
- Santo Stefano del Cacco, Rom-Pigna (Santo Stefano de Pinea)
- Santo Stefano (Roncaiola) bei Tirano
- Santo Stefano (Venedig)
- Santo Stefano (Verona)
- St. Stephan (Villanders)
- St. Stefan (Burgeis)

historisch:
- Santo Stefano in Via Latina in Rom (Ruine)

### Israel
- ♁  Stephanskirche (Jerusalem) Jerusalem – Basilica minor, mit Dominikanerkloster

### Kroatien
- St.-Stephan-Kirche (Stari Grad, Hvar)

### Litauen
- St. Stephan (Vilnius)

### Luxemburg
- Kirche Oberkorn

### Niederlande
- Grote Kerk of Sint-Steven, Nimwegen

### Österreich

#### Burgenland
- Katholische Pfarrkirche Neuhaus am Klausenbach

#### Kärnten
- Pfarrkirche Grafenstein
- Pfarrkirche St. Stefan unter Feuersberg
- Pfarrkirche Schwabegg

#### Niederösterreich
- Pfarrkirche Amstetten-St. Stephan
- Stadtpfarrkirche St. Stephan, Baden
- Pfarrkirche Biberbach
- Pfarrkirche Gaubitsch
- Pfarrkirche Großkrut
- Stiftskirche Herzogenburg
- St. Stephan, Horn
- Pfarrkirche Hürm
- Pfarrkirche Gmünd
- Pfarrkirche Kirchberg am Wagram
- Pfarrkirche Krumbach
- Pfarrkirche Langschlag
- Pfarrkirche Nappersdorf
- Pfarrkirche Obermeisling
- Pfarrkirche Petzenkirchen
- Pfarrkirche Pischelsdorf an der Leitha
- Pfarrkirche Probstdorf
- Stadtpfarrkirche Retz
- Pfarrkirche Rieggers
- Pfarrkirche St. Stephan, Tulln an der Donau
- Pfarrkirche Weikertschlag
- Pfarrkirche Weistrach
- Pfarrkirche Weiten
- Pfarrkirche Wilhelmsburg
- Pfarrkirche Zwentendorf

#### Oberösterreich
- Pfarrkirche Andorf
- Pfarrkirche Bad Wimsbach-Neydharting
- Stadtpfarrkirche St. Stephan (Braunau)
- Pfarrkirche Gurten
- Pfarrkirche Hartkirchen
- Pfarrkirche Helpfau
- Filialkirche Höring
- Pfarrkirche Jeging
- Kaplaneikirche Kirchberg bei Kremsmünster
- Pfarrkirche Leonstein
- Alte Pfarrkirche Marchtrenk und Neue Pfarrkirche Marchtrenk
- Pfarrkirche Mettmach
- Pfarrkirche Neukirchen bei Lambach
- Pfarrkirche Offenhausen
- Pfarrkirche Ottnang am Hausruck
- Pfarrkirche Pram
- Pfarrkirche St. Stefan am Walde
- Pfarrkirche Sattledt
- Pfarrkirche Saxen
- Pfarrkirche Schönering
- Pfarrkirche Sierning
- Pfarrkirche Steyregg
- Filialkirche Vormoos
- Pfarrkirche Weibern
- Pfarrkirche Windhaag bei Freistadt

#### Salzburg
- Pfarrkirche Adnet
- Pfarrkirche Oberalm
- Pfarrkirche Schleedorf

#### Steiermark
- Pfarrkirche Dechantskirchen
- Pfarrkirche Gratkorn
- Sankt Stefan (Hofkirchen), Hofkirchen in der Steiermark
- Pfarrkirche Kumberg
- Pfarrkirche St. Stefan im Rosental
- Pfarrkirche St. Stefan ob Leoben
- Pfarrkirche Sankt Stefan ob Stainz
- Pfarrkirche Schönberg ob Knittelfeld

#### Tirol
- Pfarrkirche Anras
- Pfarrkirche Karres
- Pfarrkirche Kirchdorf in Tirol

#### Vorarlberg
- Pfarrkirche Thüringen, Bezirk Bludenz

#### Wien
- ♁  Stephansdom

### Polen
- St.-Stephans-Kirche (Rożyńsk Wielki) (Groß Rosinsko, Kreis Johannisburg)
- Szafraniec-Kapelle, Wawel-Kathedrale, Krakau
- Stephanskirche (Krakau-Krowodrza)

### Russland
- St.-Stephan-Kirche (Königsberg)

### Schweiz
- St. Stefan (Amriswil)
- Stephanuskirche (Basel)
- Stephanskapelle (Chur)
- Kirche St. Stephan in Kreuzlingen bei Emmishofen TG
- St. Stephan (Leuk-Stadt) VS
- St. Stephan (Männedorf) ZH
- Kirche Santo Stefano (Tesserete) TI
- St. Stephan (Therwil) in Therwil BL
- St. Stefan (Wiesendangen) ZH
- Stefanskirche Hirzenbach (Zürich-Schwamendingen)

### Serbien
historisch:
- St. Stefan (Milentija) (Ruine)

### Spanien
- San Esteban (Ipás)
- San Esteban, Salamanca
- San Esteban (Valencia)

### Türkei
- St.-Stepanos-Kirche, Kirchenruine in Izmir
- Sankt Stefan (Istanbul) in Istanbul

historisch:
- St.-Stepanos-Kirche, Smyrna (armenisch)

### Tschechien
- ♁  Kathedrale St. Stephan in Leitmeritz
- St. Stephan (Prag)

### Ungarn
- Pfarrkirche St. Stephan, Pápa
- Stephanskirche (Nagycenk)

Siehe insbesondere auch: König-Stephan-I.-Kirche

### Vereinigte Staaten
- St. Stephen’s Church, Harrington, Kent County, Delaware
- St. Stephen’s Episcopal Church, Newton, Iowa
- St. Stephen’s Episcopal Church, Innis, Louisiana
- St. Stephen’s Episcopal Church, Earleville, Maryland
- St. Stephen’s Church, Boston, Massachusetts
- St. Stephen’s Memorial Episcopal Church, Lynn, Massachusetts
- St. Stephen’s Episcopal Church, Ashland, Nebraska
- St. Stephen’s Church, New Hartford, Oneida County, New York
- St. Stephen’s Episcopal Church, Schuylerville, New York
- St. Stephen’s Episcopal Church, Casselton, North Dakota
- St. Stephen Church, Cleveland, Ohio
- St. Stephen’s Episcopal Church, Chandler, Oklahoma
- St. Stephen’s Church, Bradys Bend, Armstrong County, Pennsylvania
- St. Stephen’s Episcopal Church, Philadelphia, Pennsylvania
- St. Stephen’s Church, Providence, Rhode Island
- St. Stephen’s Episcopal Church, Ridgeway, Berkeley County, South Carolina
- St. Stephen’s Episcopal Church, St. Stephen, Fairfield County, South Carolina
- St. Stephen’s Episcopal Church, Houston, Texas
- St. Stephen’s Episcopal Church, Forest, Virginia
- St. Stephen’s Church, Heathsville, Virginia

### Vereinigtes Königreich
- St Stephen Coleman Street, London
- St Stephen Walbrook, London